# 中国驻巴巴多斯大使馆
中华人民共和国驻巴巴多斯大使馆（英語：Embassy of the People's Republic of China in Barbados），简称中国驻巴巴多斯大使馆，是中华人民共和国驻巴巴多斯的外交代表机构。驻巴巴多斯大使馆兼辖对未建交国圣文森特和格林纳丁斯和圣卢西亚的相关事务，曾兼辖多米尼克。

## 机构设置
中国驻巴巴多斯大使馆设置下列机构：
- 政治处
- 经济商务处
- 办公室